# Michael Phelps
Michael Fred Phelps II (Baltimore, 30 de junho de 1985) é um ex-nadador estadunidense, conquistou trinta e sete recordes mundiais e conquistou o maior número de medalhas de ouro (oito) olímpicas em uma única edição, feito este realizado nos Jogos de Pequim, na China, em agosto de 2008. Diante dos seus resultados, Michael superou as sete medalhas de ouro do compatriota Mark Spitz conquistadas nos Jogos Olímpicos de Munique, em 1972.
Ao obter a sua 19.ª medalha olímpica nos Jogos de Londres 2012, tornou-se o atleta mais medalhado da história dos Jogos Olímpicos, batendo o recorde anterior que pertencia a Larissa Latynina, ginasta da União Soviética, que detinha um total de 18.
Ao ganhar a prova dos 200 metros estilos, nos Jogos Olímpicos de 2012, tornou-se o primeiro nadador do mundo a conquistar o título olímpico por três vezes consecutivas na mesma especialidade a nível individual, feito que já tinha realizado em prova coletiva, a estafeta 4 x 200 metros livres.
Anunciou sua retirada após a participação nos Jogos Olímpicos de 2012, a quarta Olimpíada de sua carreira, porém, anunciou sua volta às competições em 2014.
Nos Jogos de 2016, ao ganhar o ouro no revezamento 4x200m livre, mesmo participando de um esporte individual, Phelps se tornou o maior medalhista olímpico por equipes, deixando para trás a também nadadora norte-americana Jenny Thompson, que conquistou oito ouros por equipes. Só com os ouros nos revezamentos, Phelps seria o maior medalhista dourado olímpico.
Ainda nos Jogos de 2016, com a vitória nos 200m borboleta, tornou-se o nadador mais velho (31 anos e 40 dias) a ganhar uma medalha de ouro olímpica em provas individuais da natação, quebrando uma marca que existia desde os Jogos de 1920, perdendo esse feito logo em seguida (na mesma edição dos jogos) para o seu compatriota Anthony Ervin, o qual venceu a prova dos 50m livres aos 35 anos de idade, tornando-se  assim o atleta mais velho a ganhar uma medalha de ouro olímpica individual na natação.

## Vida pessoal
Phelps nasceu e foi criado em Baltimore no estado de Maryland nos Estados Unidos da América, estudou na escola Rodgers Forge e se formou na Towson High School, em 2003. Seu pai, Fred Phelps,trabalha na Polícia do estado de Maryland e sua mãe, Debbie Davisson Phelps, é diretora de uma escola. Seus pais se divorciaram em 1994. Phelps tem duas irmãs mais velhas, Whitney e Hilary. As duas também são nadadoras.
Em sua juventude, foi diagnosticada que Michael Phelps tinha Transtorno do défice de atenção com hiperatividade (TDAH). Ele começou a nadar aos sete anos de idade, partindo da influência das suas irmãs nadadoras. Ele se destacou como um excelente nadador, e quando tinha 10 anos de idade, ele quebrou o recorde nacional de natação para a idade dele. Enquanto crescia, Phelps ia quebrando recordes para sua idade e, aos 15 anos se classificou para as Olimpíadas de 2000, em Sydney.
Em Novembro de 2004, quando tinha 19 anos, Phelps foi preso por dirigir alcoolizado em Salisbury, Maryland. Phelps ganhou liberdade condicional até o julgamento, que foi considerado culpado com pena de 18 meses de serviços prestados à associação Mothers Against Drunk Driving ("Mães contra Alcoolizados no Volante"), e a pagar 250 dólares por mês, durante os 18 meses. Questionado sobre o incidente depois de um mês por Matt Lauer no programa de televisão Today Show, Phelps disse que foi um "incidente isolado" e disse: "definitivamente eu e minha família estamos abatidos… e acho que muitas pessoas do país também estão".
Entre 2004 e 2008, Phelps estudou na Universidade de Michigan, em Ann Arbor, Michigan, se formando em marketing esportivo e gerência.
Em maio de 2016 nasceu o seu primeiro filho.
Michael Phelps se casou em segredo com Nicole Johnson, a 13 de junho de 2016 em Paradise Valley, no Arizona, EUA.

## Características físicas
O nadador tem o corpo particularmente propício para a natação. A proporção da altura de uma pessoa para a medida do comprimento da cabeça até o umbigo é, normalmente, 1,618 (a razão áurea). Michael Phelps apresenta-a superior a 1,7 — tronco longo, linha de cintura baixa e pernas curtas. Ele tem braços excepcionalmente compridos, com envergadura de 2,01 m, desproporcionais para sua altura de 1,93m. Seus pés têm 29,8 cm aproximadamente, equivalente a calçados número 43. Além disso, Phelps é portador de hipermobilidade — sua flexibilidade de braços e pernas é comparável à de um bailarino clássico.
De acordo com um artigo publicado em The Guardian, a alimentação diária de Phelps é tal que ele ingere alimentos que lhe dão um aporte energético de cerca de 12 000 kcal por dia, equivalente a cinco vezes a de um homem adulto médio.

## Jogos Olímpicos

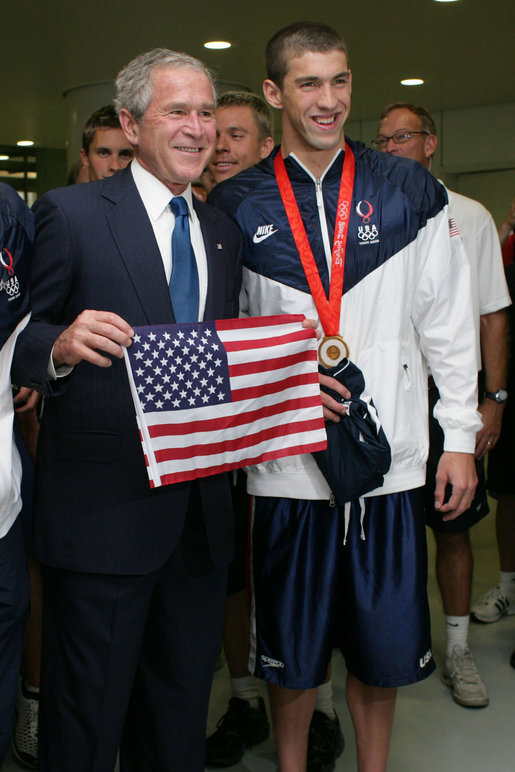
Michael Phelps com George W. Bush após as oito conquistas olímpicas em 2008.

Phelps é reconhecido por seu grande êxito na natação, o que inclui uma extraordinária marca de sua oitava medalha nas Olimpíadas de Pequim em 2008, sendo todas de ouro (100m e 200m borboleta, 200m e 400m estilos, 4x100 estilos e 4x200 livres, 200m livres e 4x100m livres), sendo assim o recorde de maior número de medalhas ganhas em uma única Olimpíada, que pertencia a Mark Spitz desde os Jogos de 1972. Seus títulos internacionais, junto com seus vários recordes mundiais, fizeram com que ele fosse chamado o Nadador do Ano por quatro vezes, em 2003, 2004, 2006 e 2007.

### Sydney 2000
Estreou-se aos 15 anos em Jogos Olímpicos, nas Olimpíadas de Sydney no ano 2000, tendo obtido o quinto lugar na final dos 200m borboleta. Cinco meses após os jogos, aos 15 anos e 9 meses de idade, bate o recorde desta mesma prova, tornando-se o mais novo nadador de todos os tempos a bater um recorde mundial de natação.

### Atenas 2004
A posição dominante de Phelps trouxe comparações ao grande nadador Mark Spitz, que ganhou o recorde de sete medalhas de ouro nas Olimpíadas de 1972. Phelps teve a chance de quebrar o recorde de sete Spitz, competindo em oito provas: 200 m livre, 100 m borboleta, os 200 m borboleta, 200 m medley, 400 m medley, 4x100 m livre, 4x200 m livre, e no 4x100 m medley. No entanto, nos 4x100 m livre, a equipe americana só ganhou a medalha de bronze, e Phelps não conseguiu bater o recorde de Mark Spitz, que mais tarde viria a ser quebrado nas Olimpíadas de 2008, em Pequim. No entanto, ele conseguiu oito medalhas em uma Olimpíada, uma proeza só alcançada anteriormente pelo ginasta russo Alexander Dityatin, nos Jogos Olímpicos de 1980 em Moscou.

### Pequim 2008
Phelps estabeleceu um novo recorde olímpico, nas competições eliminatórias dos 400m medley. Ele conseguiu a medalha de ouro na final da mesma prova nos jogos olímpicos, só que quebrou seu recorde das eliminatórias por quase dois segundos. Nesta edição dos jogos ele obteve sua única medalha de ouro individual em nado livre (200m) da carreira. Ao final de Pequim 2008, Phelps bateu o recorde de maior número de medalhas de ouro em uma só edição das Olimpíadas, conseguindo oito medalhas de ouro (em todas as finais que participou), assim superando o recorde de sete medalhas de ouro conquistadas por Mark Spitz na edição de Munique 1972.

### Londres 2012
Em 2012 torna-se o atleta mais medalhado da história dos Jogos Olímpicos, com um total de 22 medalhas obtidas em três Jogos Olímpicos e o primeiro a vencer a mesma prova três vezes consecutivas, feito que repetiu por três vezes na prova de estafeta 4 x 200 metros livres, nos 200 metros estilos e nos 100 metros mariposa.

#### Vitórias mais disputadas
Em 11 de agosto, Phelps foi o primeiro a nadar da equipe americana na prova de 4x100m livre, e chegou em segundo com o tempo de 47,51 segundos, 27 centésimos atrás da equipe australiana, colocando assim mais responsabilidade nos outros nadadores de sua equipe (Garrett Weber-Gale, Cullen Jones e Jason Lezak). O final da prova foi dramático, pois os EUA estavam atrás da equipe francesa. Os últimos 50m foram decididos com o americano Jason Lezak, que chegou 0.87 segundos (87 centésimos) a frente do francês Alain Bernard, assim também a equipe americana bateu o recorde mundial.
Em 16 de agosto, Phelps conquistou sua sétima medalha de ouro nos Jogos Olímpicos de Pequim na prova dos 100m Borboleta, vencendo o americano naturalizado sérvio Milorad Čavić por 1 / 100 segundos (1 centésimo), estabelecendo um novo recorde olímpico de 50,58 segundos. A vitória de Phelps levou a delegação sérvia a um protesto. No entanto, a análise do vídeo feito pela FINA, confirmou a vitória de Phelps por 1 centésimo.

### Mundiais de Natação
Phelps conquistou pelo menos 5 ouros em cinco Mundiais seguidos de Natação em piscina longa - Barcelona 2003, Montreal 2005, Melbourne 2007, Roma 2009 e Xangai 2011.
Phelps anunciou que encerraria sua carreira nos Jogos Olímpicos de Londres 2012, sendo o Mundial de Xangai 2011 seu último disputado.
Em 1 de abril de 2007, conquistou o sétimo título nos Campeonatos do Mundo, em Melbourne na Austrália, batendo o recorde mundial dos 400 metros, o maior índice técnico do evento. Porém Phelps também quebrou as marcas do 200m livre, 200m medley, 200m borboleta e 4 x 200m livre
Em 30 de julho de 2009, Phelps quebrou o recorde mundial dos 200m borboleta, estabelecido por ele mesmo em Pequim 2008, com o tempo de 1m51s51, no Campeonato Mundial de Esportes Aquáticos disputado em Roma, Itália.

## Principais conquistas olímpicas

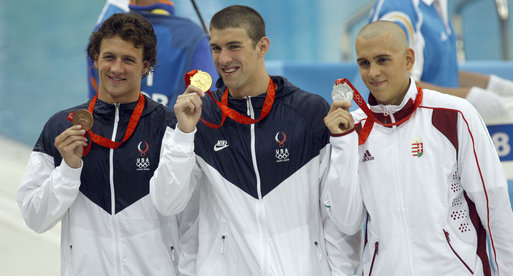
Phelps mostra sua medalha de ouro no pódio junto a Ryan Lochte e László Cseh, em Pequim 2008

### Sydney 2000
| Evento          | Resultados | Tempo    |
| --------------- | ---------- | -------- |
| 200 m borboleta | 5º lugar   | 01:56.50 |

### Atenas 2004
| Evento                 | Resultados                           | Tempo   |
| ---------------------- | ------------------------------------ | ------- |
| 400 m medley masculino | Medalha de Ouro, Recorde Mundial     | 4:08.26 |
| 100 m borboleta        | Medalha de Ouro, Recorde Mundial     | 51.25   |
| 200 m livre            | Medalha de Bronze, Recorde Americano | 1:45.32 |
| 200 m borboleta        | Medalha de Ouro, Recorde Olímpico    | 1:54.04 |
| 200 m medley masculino | Medalha de Ouro, Recorde Olímpico    | 1:57.14 |
| 4 x 100 m livre        | Medalha de Bronze                    | 3:14.62 |
| 4 x 200 m livre        | Medalha de Ouro, Recorde Americano   | 7:07.33 |
| 4 x 100 m medley       | Medalha de Ouro, Recorde Mundial     | 3:30.68 |

### Pequim 2008
| Data (em Pequim) | Eventos                  | Resultados                        | Tempo   |
| ---------------- | ------------------------ | --------------------------------- | ------- |
| 10 de agosto     | 400m medley masculino    | Medalha de Ouro, Recorde Mundial  | 4:03.84 |
| 11 de agosto     | 4x100m livre masculino   | Medalha de Ouro, Recorde Mundial  | 3:08.24 |
| 12 de agosto     | 200m livre masculino     | Medalha de Ouro, Recorde Mundial  | 1:42.96 |
| 13 de agosto     | 200m borboleta masculino | Medalha de Ouro, Recorde Mundial  | 1:52.03 |
| 13 de agosto     | 4x200m livre masculino   | Medalha de Ouro, Recorde Mundial  | 6:58.56 |
| 15 de agosto     | 200m medley masculino    | Medalha de Ouro, Recorde Mundial  | 1:54.23 |
| 16 de agosto     | 100m borboleta masculino | Medalha de Ouro, Recorde Olímpico | 50.58   |
| 17 de agosto     | 4x100m medley masculino  | Medalha de Ouro, Recorde Mundial  | 3:29.34 |

### Londres 2012
| Data        | Eventos          | Resultados       | Tempo   |
| ----------- | ---------------- | ---------------- | ------- |
| 4 de agosto | 4 x 100 m medley | Medalha de Ouro  | 3:29.38 |
| 31 de julho | 200 m borboleta  | Medalha de Prata | 1:53.01 |
| 31 de julho | 4 x 200m livre   | Medalha de Ouro  | 6:59.70 |
| 2 de agosto | 200 m medley     | Medalha de Ouro  | 1:54.27 |
| 3 de agosto | 100 m borboleta  | Medalha de Ouro  | 0:51.21 |
| 28 de julho | 4 x 100m livre   | Medalha de Prata | 3:10.32 |

### Rio de Janeiro 2016
| Data         | Eventos         | Resultados       | Tempo   |
| ------------ | --------------- | ---------------- | ------- |
| 7 de agosto  | 4 x 100m livre  | Medalha de Ouro  | 3:09.92 |
| 9 de agosto  | 4 x 200m livre  | Medalha de Ouro  | 7:00.66 |
| 9 de agosto  | 200m borboleta  | Medalha de Ouro  | 1:53.36 |
| 11 de agosto | 200m medley     | Medalha de Ouro  | 1:54.66 |
| 12 de agosto | 100m borboleta  | Medalha de Prata | 0:51.14 |
| 13 de agosto | 4 x 100m medley | Medalha de Ouro  | 3:27.95 |

## Visita ao Brasil
Em 30 de outubro de 2012, Phelps esteve no Brasil, mais precisamente no Rio de Janeiro, onde foi recebido pela secretária de Esporte e Lazer do Rio de Janeiro, Márcia Lins, visitou a Vila Olímpica no Complexo do Alemão e deu aula para vinte crianças na piscina local.

## Recordes mundiais de Michael Phelps
(Período como detentor do recorde)
Provas individuais:
- 200 metros livres – entre março de 2007 e julho de 2009
- 200 metros medley – entre junho de 2003 e julho de 2009
- 400 metros medley – entre agosto de 2002 e o presente (4:03.84 - Pequim 2008)
- 100 metros borboleta – 3 vezes: entre 25 e 26 julho de 2003; entre 9 e 31 de julho de 2009; e entre agosto de 2009 e o presente (49.82 - Roma 2009)
- 200 metros borboleta – entre março de 2001 e o presente (1:51.51 - Roma 2009)

Como integrante dos revezamentos dos Estados Unidos da América:
- 4x100 metros livres  - entre agosto de 2006 e o presente
- 4x200 metros livres - entre março de 2007 e o presente
- 4x100 metros medley – entre 2002 e 2003, e entre agosto de 2008 e o presente

Phelps possui também recordes individuais em Campeonatos Mundiais/Olimpíadas:
- 400 metros medley - 4:06.22 Melbourne 2007 (Camp. Mundial)
- 200 metros medley - 1:54.23 Pequim 2008 (Olimpíada)
- 100 metros borboleta - 49.82 Roma 2009 (Camp. Mundial)
- 200 metros borboleta - 1:51.51 Roma 2009 (Camp. Mundial)/ 1:52.03 (Olimpíada Pequim 2008)
- 100 metros borboleta - 50.58 Pequim 2008 (Olimpíada)

## Outras imagens

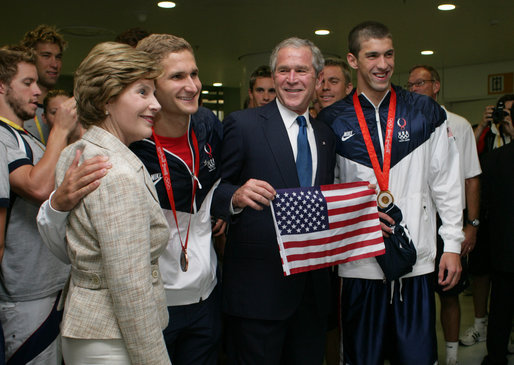
Michael Phelps com Bush e Larsen Jensen em Pequim, 2008
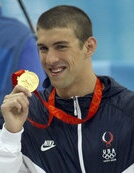
Phelps com sua medalha de ouro conquistada nas Olimpíadas de Pequim em 2008
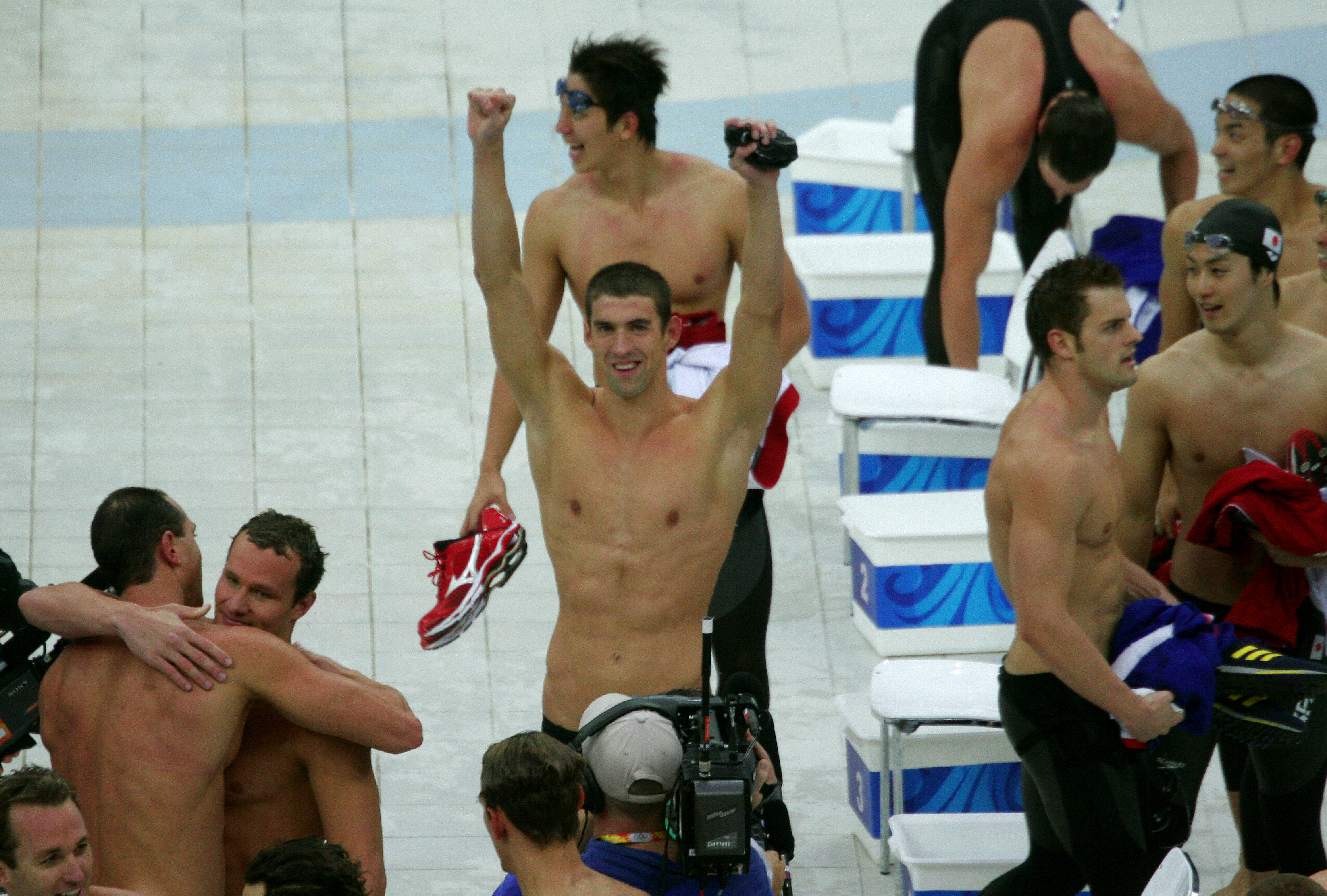
Phelps acenando ao sair da piscina olímpica, em Pequim 2008
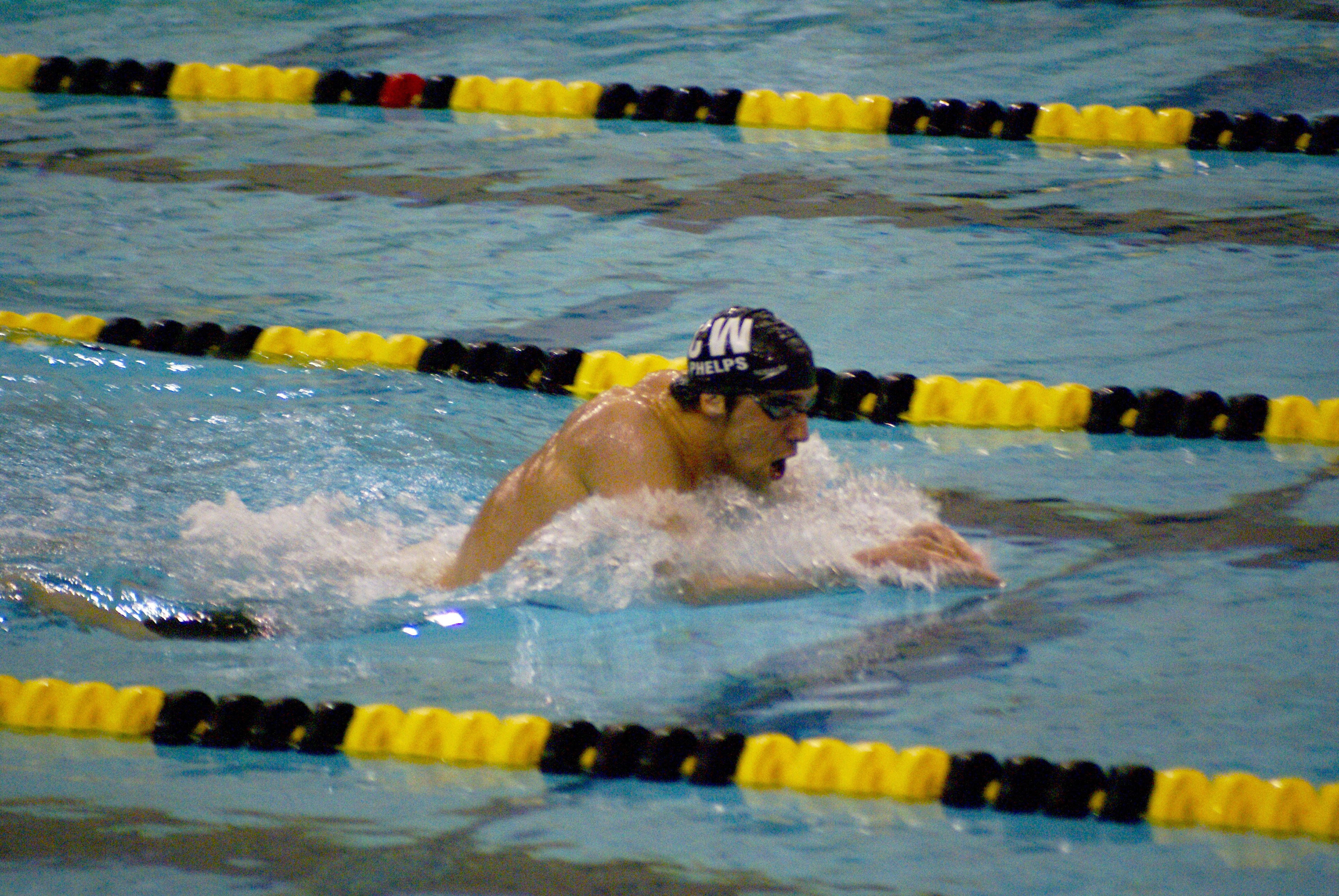
Phelps nadando em um campeonato no Missouri, em 2008
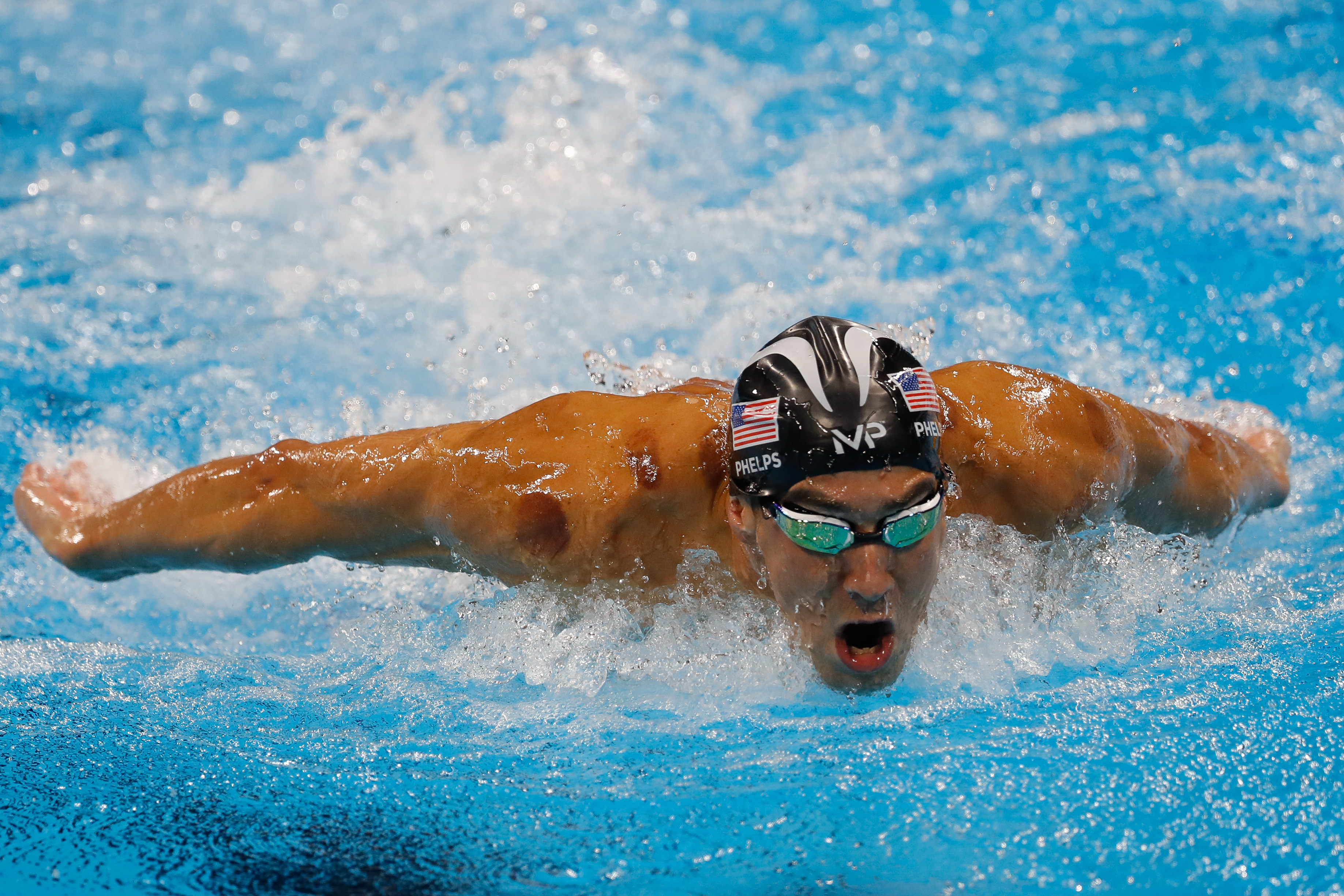
Michael Phelps conquista a 20ª medalha de ouro e é ovacionado